# علی سلامه
علی سلامه (عربی: على سلامة؛ زاده ۱۸ سپتامبر ۱۹۸۷) یک بازیکن فوتبال اهل لیبی است.
وی همچنین در تیم ملی فوتبال لیبی بازی کرده است.